# Castelpoto
Castelpoto – miejscowość i gmina we Włoszech, w regionie Kampania, w prowincji Benewent.
Według danych na I 2009 gminę zamieszkiwało 1386 osób przy gęstości zaludnienia 117,3 os./1 km².